# Trzebniów

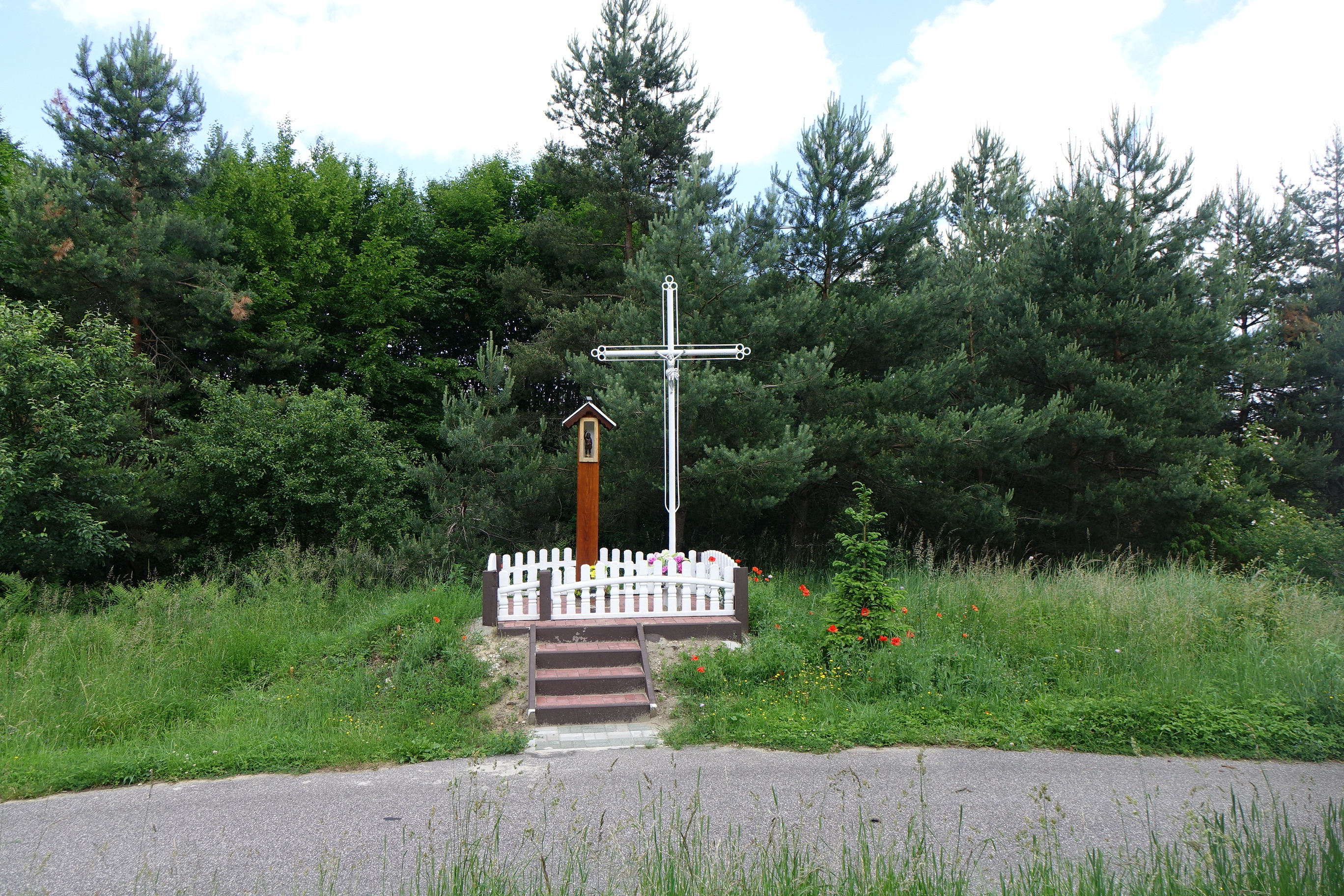
Kapliczka z krzyżem

Trzebniów (także Trzebniew) – wieś w Polsce, w województwie śląskim, w powiecie myszkowskim, w gminie Niegowa.

## Położenie
Zabudowania wsi rozłożone są w obniżeniu, otoczonym ze wszystkich stron dość wysokimi wzgórzami, których zbocza i grzbiety najeżone są różnego kształtu i wielkości, malowniczymi skałkami wapiennymi. Formacje te należą do lokalnego pasma wzgórz, ciągnącego się z południowego zachodu na północny wschód, od Przewodziszowic koło Żarek (Skałki Przewodziszowickie) przez Czatachową, Trzebniów (Skałki Trzebniowskie), Ludwinów (Skałki Ludwinowskie) po Gorzków, gdzie kończą się tzw. Górami Gorzkowskimi. Wśród wzgórz otaczających samą miejscowość, w różnym stopniu zalesionych, wyróżniają się: Bukowie, Chudoba, Chudobka, Dębinna Góra, Kazubiec, Rysia Góra, Wilcza Góra i Góra. Przez wieś biegnie lokalna droga z Ludwinowa do Moczydła i Niegowej.

## Historia
Miejscowość nosiła także inną formę nazwy – Trzebniew, pod którą w 1892 wymienia ją XIX wieczny Słownik geograficzny Królestwa Polskiego. Pierwotnie Trzebniów był częścią Małopolski. Dokumenty źródłowe wymieniające wieś opublikował w 1886 Adolf Pawiński w swoim dziele Małopolska. Miejscowość odnotowana została w 1581 w regestach poborowych powiatu lelowskiego jako wieś leżąca w parafii Niegowa, własność Maluskich. Miała wówczas 3 łany kmiece, 4 zagrodników bez roli, 2 komorników bez bydła oraz 1 rzemieślnika.
W 1595 roku wieś położona w powiecie lelowskim województwa krakowskiego w Rzeczypospolitej Obojga Narodów i była własnością Aleksandra Myszkowskiego.
Po rozbiorach Polski miejscowość znalazła się w zaborze rosyjskim i leżała w Królestwie Polskim. W Słowniku geograficznym Królestwa Polskiego wymieniona jest jako wieś i folwark leżący w powiecie będzińskim w gminie i parafii Niegowa. W 1827 w miejscowości znajdowało się 44 domy zamieszkiwane przez 234 mieszkańców. W 1892 liczba domów się nie zwiększyła jednak liczba mieszkańców wzrosła do 298. Wieś liczyła w sumie 632 morgi powierzchni. Miejscowy folwark liczył 210 morg. Stało na nich 4. domy zamieszkane przez 29 mieszkańców. W skład dóbr wchodził również folwark Ludwików, a dawniej także osada Ostrężnik. Słownik wymienia także należącą do wsi kopalnię kamienia ciosowego.
1 stycznia 1928 w Trzebniowie urodził się Piotr Węglowski.
W latach 1975–1998 miejscowość administracyjnie należała do województwa częstochowskiego.

## Turystyka i rekreacja
Przez Trzebniów przebiegają 3 znakowane szlaki turystyczne, w tym czerwony, główny szlak Wyżyny Krakowsko-Częstochowskiej:
 Szlak Orlich Gniazd
 Szlak im. Jana Pawła II
 Szlak Gór Gorzkowskich
Na niektórych z wapiennych skał w otoczeniu wsi uprawiana jest wspinaczka skalna. Są to skały: Biały Murek, Bukowie, Czacha, Hasiok, Mechata, Skały na Wzgórzu, Tadzikowa.